# 搜查及干預旅
搜查及干預旅（法語：Brigade de recherche et d'intervention，簡稱：BRI），是法國國家警察轄下的特種警察單位。最早的單位創立於1964年並受巴黎警察局指揮。
BRI擅長於針對如：武裝行劫及綁架等嚴重罪案作出應對。他們通常會在監視罪犯的活動後嘗試將其逮捕。該技術是由巴黎BRI於1960年代首度進行試驗。他們會使用傳統和現代的技術來收集和儲存有關犯罪活動的數據。雖然BRI有自己的制服，但是其大多數任務都是由便衣探員執行。目前已有超過15支BRI部隊駐守在法國各大城市。最先成立的部隊為巴黎BRI（或稱：BRI-PP），於1964年建立。
1972年慕尼黑慘案後，法國當局決定為BRI-PP增加額外的任務，故成立了一支名為“反突擊旅”（Brigade Anticommando，或稱：BRI-BAC）的特遣隊，以在必要時聯合其他警局的特別單位執行任務。自1970年代起，BRI-BAC曾涉及多次的人質危機，包括發生於2015年1月的Hypercacher猶太超市包圍戰及2015年11月巴黎襲擊案。其中在Hypercacher猶太超市包圍戰期間，BRI-BAC聯合國家警察的搜索，支援，干預，威懾部隊（RAID）組成國家警察干預部隊（簡稱： FIPN）發起聯合行動。